# Piovono polpette (serie animata)
Piovono polpette (Cloudy with a Chance of Meatballs), noto anche come Piovono polpette - La serie, è una serie televisiva animata statunitense/canadese in 2D prodotta dalla Sony Pictures Animation e DHX Media, basata sull'omonimo film. In Italia la serie viene trasmessa su Cartoon Network dal 2017 e dal 2018 anche su Boing e Boomerang.

## Trama
La serie è un prequel del film, con protagonista un Flint studente delle superiori, ancora alle prese con strambe invenzioni che non sempre funzionano come dovrebbero, causando spesso molti guai a lui e all'intera città di Swallow Marina.
Nella serie, Sam appare come sua amica e nuova studentessa di Swallow Marina, ma Flint specifica nel primo episodio che quando Sam se ne andrà dall'isola lui cancellerà la memoria ad entrambi con un macchinario, in modo che non diventino tristi per aver perso un'amicizia; questo rivela quindi perché nel film non si conoscano.

## Personaggi e doppiatori
- Flint Lockwood: doppiato in originale da Mark Edwards[5] e in italiano da Niccolò Guidi[2]
- Steve: doppiato in originale da Mark Edwards[5]
- Sam Sparks: doppiata in originale da Katie Griffin[5] e in italiano da Alessandra Bellini[2]
- Sindaco Shelbourne: doppiato in originale da Sean Cullen[5] e in italiano da Massimo De Ambrosis[2]
- Brent McHale: doppiato in originale da David Berni[5] e in italiano da Stefano Crescentini[2]
- Tim Lockwood: doppiato in originale da Sean Cullen[5] e in italiano da Angelo Nicotra[2]
- Old Rick: doppiato in originale da Sean Cullen[5]
- Gil: doppiato in originale da Patrick McKenna[5]
- Manny: doppiato in originale da Patrick McKenna[5]
- Earl Devereaux: doppiato in originale da Clé Bennett[5] e in italiano da Roberto Draghetti[2]

## Episodi
| Stagione         | Episodi | Prima TV originale | Prima TV Italia |
| ---------------- | ------- | ------------------ | --------------- |
| Prima stagione   | 52      | 2017-2018          | 2017-2018       |
| Seconda stagione | 52      | 2018               | 2018-2019       |

## Trasmissione internazionale
- Cartoon Network, Boomerang (on demand), CBS All Access
- YTV
- Boomerang, Cartoon Network
- Cartoon Network, Boomerang, Disney Channel[6]
- Cartoon Network[7]
- Cartoon Network, ABC[8]
- Boing, France 3[9]
- Cartoon Network, RTL Telekids[10][11]
- Cartoon Network, Boomerang (Pay TV), Boing (in chiaro)
- Cartoon Network, Boomerang
- Cartoon Network
- Neox[12]
- Cartoon Network, RTP2[13]

## DVD
In Italia, 01 Distribution pubblica la serie in DVD sia in italiano che in inglese.